# 롤링 스톤스 레코드
롤링 스톤스 레코드(Rolling Stones Records)는 1970년 데카 레코드와의 녹음 계약이 만료된 뒤 롤링 스톤스의 멤버 믹 재거, 키스 리처즈, 믹 테일러, 찰리 와츠, 빌 와이먼이 만든 음반 레이블이다. 이 레이블은 처음에 체스 레코드의 창시자인 레너드 체스의 아들인 마셜 체스가 맡았다. 그것은 애틀랜틱 레코드의 자회사인 앳코 레코드에 의해 미국에서 처음 배포되었다. 1971년 4월 1일, 이 밴드는 애틀랜틱 레코드를 대리하는 아메트 어터건과 5장의 음반 유통 계약을 맺었다. 미국에서는 1984년까지 애틀랜틱에 의해 음반이 배포되었다. 영국에서는 1971년부터 1977년까지의 WEA 레코드와 1978년부터 1984년까지의 EMI에 의해 롤링 스톤스 레코드가 배포되었다. 1986년 컬럼비아 레코드는 1991년까지 미국과 CBS에 배포하기 시작했다. 1992년 이 밴드가 버진 레코드에 사인하면서 중단되었지만, 1970년 이후 모든 롤링 스톤스 발매에 혓바닥과 입술 로고가 남아 있다.